# Sob o Sol
"Sob o Sol" é uma canção da cantora baiana Pitty, lançada como B-side dos singles "Me Adora" e "Fracasso". Apareceu, posteriormente, com um vídeo no DVD Chiaroscope, lançado no final de 2009, e que consiste na versão vídeo do álbum Chiaroscuro.
Na verdade, o lançamento de fato de "Sob o Sol" se deu com o lançamento como Lado B do single digital "Fracasso", uma vez que só apareceu na versão física de "Me Adora", que, por sua vez foi uma versão com tiragem limitada e com propósito unicamente promocional. Só quando do lançamento em "Fracasso" que a música começou a ser tocada nas rádios de todo o país, para a divulgação do novo DVD.

## Videoclipe Promocional
O videoclipe desta musica foi colocado no DVD Chiaroscope lançado pela Pitty em 2009. O vídeo, dirigido por Ricardo Spencer, consiste na banda gravando em um estúdio a canção.

## Faixas
Single 7" "Me Adora"
| Faixa | Título    | Duração |
| ----- | --------- | ------- |
| A     | Me Adora  | 4:28    |
| B     | Sob o Sol | 6:09    |

Single digital "Fracasso"
| Faixa | Título    | Duração |
| ----- | --------- | ------- |
| 1     | Fracasso  | 3:33    |
| 2     | Sob o Sol | 6:09    |